# Polizei (Chile)

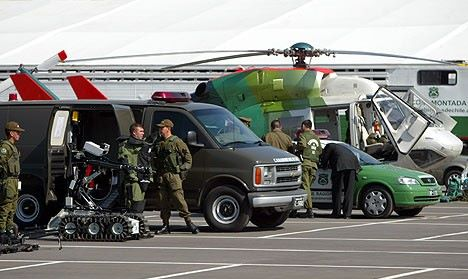
Verschiedene Einheiten der chilenischen Polizei

Die Chilenische Polizei gliedert sich in die Uniformierte Polizei Carabineros de Chile und die Kriminalpolizei Policía de Investigaciones de Chile. Es gibt keine regionale Polizeieinheiten in Chile.

## Geschichte

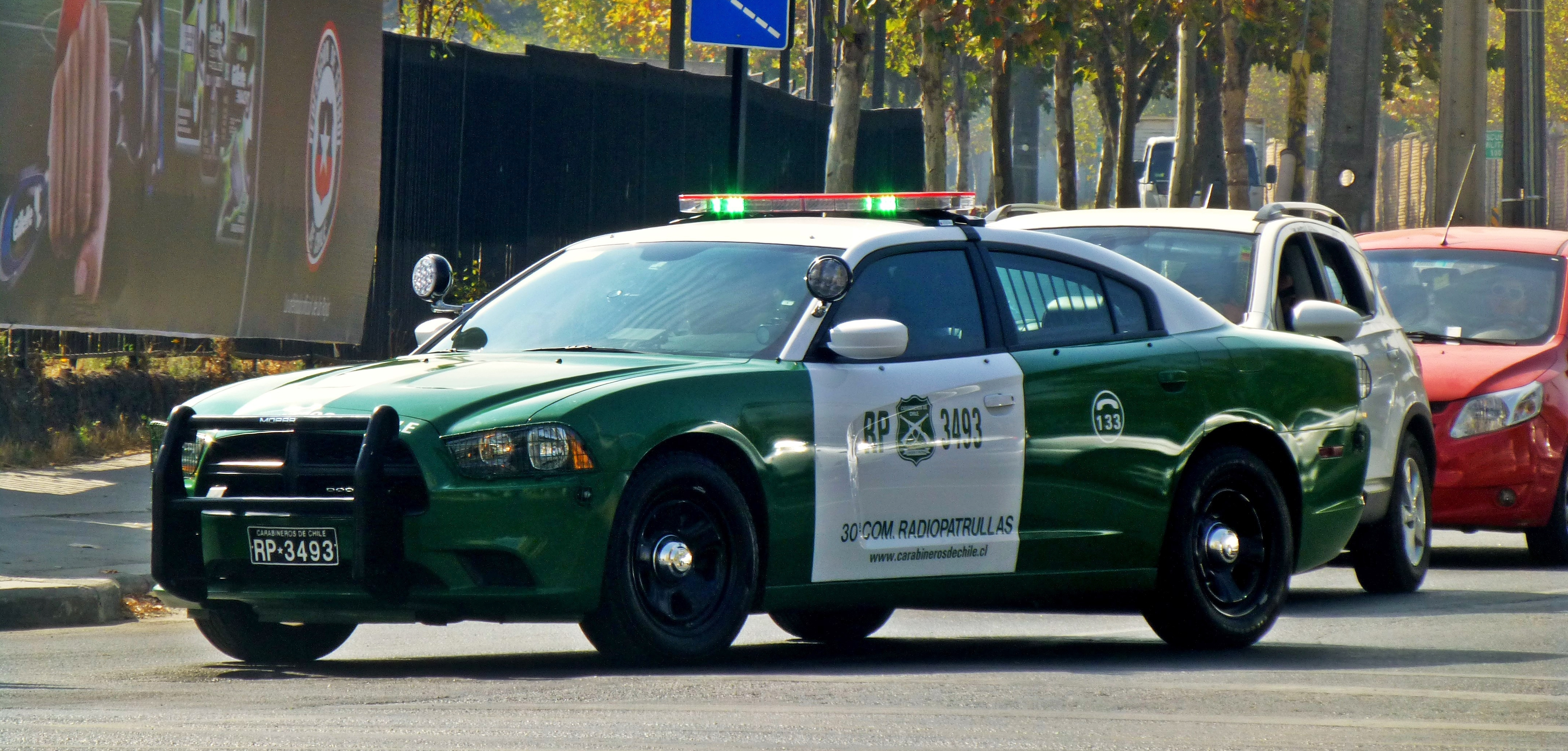
Polizeifahrzeug, das Präventiv- und Verkehrsarbeiten durchführt.

Nach dem Militärputsch 1973 wurde die chilenische Polizei Carabineros de Chile dem Verteidigungsministerium unterstellt. Erst mit der Rückkehr zur Demokratie ging die operationelle Befehlsgewalt wieder an den Innenminister über; trotzdem blieb die nominelle Kontrolle im Verteidigungsministerium. Hier leitet General Eduardo Gordon Valcárcel (2013) die Polizeikräfte.
Bei den über ein Jahr dauernden chilenischen Schüler- und Studentenprotesten in Chile 2011–2012 von zehntausenden Studenten gegen das Bildungssystem kam es immer wieder zu heftigen Zusammenstößen mit der Polizei. Demonstranten warfen Steine, und die Polizei setzte Tränengas und Wasserwerfer ein. Von Seiten der damaligen Regierung wurden die Proteste regelmäßig verboten, was laut der Wochenzeitung Die Zeit stets „Garantie dafür war, dass es zu zahlreichen Festnahmen und polizeilicher Gewalt gegen friedliche Demonstranten kam.“ Bis August 2011 wurden insgesamt rund 1400 Personen durch die Polizei festgenommen. Im Oktober 2011 wurden in Santiago nach Behördenauskunft 132 Menschen verhaftet und mindestens 30 Menschen verletzt. 
Im August 2011 schoss die Polizei erstmals in der Hafenstadt Valparaíso mit scharfer Munition auf Studierende. Im gleichen Monat wurden geheime Waffenlieferungen an die Armee bekannt. Der rechtsgerichtete Bürgermeister von Santiago de Chile forderte, die Armee gegen Demonstranten einzusetzen.
Bei den Protesten 2019–2020 verloren 230 Menschen ein Augenlicht durch Polizeieinsätze der Carabineros. Es gab Berichte von Folter und sexuellen Übergriffen an gefangengenommenen Demonstranten. Die übermäßige Gewaltanwendung wurde durch Menschenrechtsorganisationen kritisiert.

## Organisation

### Carabineros de Chile

Wappen der Carabineros de Chile mit dem Motto „Ordnung und Vaterland“

Die Carabineros ist die landesweit agierende Polizei mit rund 35.000 Mann. Die Hauptaufgaben umfassen den allgemeinen vollzugspolizeilichen Dienst in den Städten und auf dem Land, die Kontrolle und Sicherung des Straßenverkehrs, die Bekämpfung der Drogenkriminalität und die Grenzkontrolle.
Die Grupo de Operaciones Policiales Especiales (GOPE) sind die Spezialeinsatzkräfte der Polizei Chiles. Die GOPE-Einheiten werden für Gefahrensituationen der Polizeiarbeit in ganz Chile eingesetzt. Zu den Aufgaben gehören die Lokalisation und Entschärfung von Explosivmitteln, Geiselbefreiung und Festnahmen unter schwierigen Bedingungen. GOPE wurde am 7. Juni 1979 durch ein entsprechendes Bundesgesetz gegründet, und die Aufgaben für diese Spezialkräfte nahmen ab den 1980er Jahren zu.
Die Carabineros-Palastgarde ist die Leibgarde, die den Präsidentenpalast La Moneda und den Nationalkongress bewacht.

### Policía de Investigaciones de Chile
Die Kriminalpolizei Chiles Policía de Investigaciones de Chile ist eine gesonderte Polizeieinheit und wurde 1933 gegründet. Sie ist direkt dem  Ministerium für Inneres unterstellt.

## Menschenrechte
Bei den chilenischen Schüler- und Studentenprotesten in Chile 2011–2012 griff die Polizei hart durch und es gab immer wieder Vorwürfe gegen die Behörden, Freiheits- und Menschenrechte würden nicht respektiert. Die Demonstranten, darunter auch Minderjährige, beklagten, teilweise seien sie von Beamten geschlagen oder unsittlich angefasst worden. In Kurzhaft hätten sich einige von ihnen nackt ausziehen müssen, auch Missbrauchsvorwürfe gab es.